# Tomisaburō Wakayama
Pour les articles homonymes, voir Wakayama (homonymie).
Tomisaburō Wakayama (若山 富三郎, Wakayama Tomisaburō), né le 1er septembre 1929 à Tokyo et mort le 2 avril 1992 à Kyoto, est un acteur japonais, principalement connu pour avoir interprété le rôle principal dans les six films de la saga Baby Cart.

## Biographie
Le père de Tomisaburō Wakayama est un acteur de kabuki et lui et son jeune frère, Shintarō Katsu, le suivent dans tous ses déplacements pour le théâtre. Il commence à faire du judo à l'âge de 13 ans et finit par devenir ceinture noire quatrième dan. Il fait partie de la même troupe de kabuki que son père et son frère mais abandonne ce métier au terme de son contrat de deux ans. Il enseigne alors le judo jusqu'à ce que la Tōhō l'engage pour jouer dans des films de jidai-geki en 1955. Il débute alors une carrière prolifique, jouant dans plus de 250 films, et s'entraînant pour préparer ses rôles dans plusieurs disciplines martiales comme le kenpō, l'iaidō, le kendo, le bō-jutsu et le Suriken-jutsu, école Shingetsu-ryū de Shihan Saiko Fujita. Il obtient les plus hautes récompenses du cinéma japonais pour son rôle dans Shōdō satsujin: Musuko yo mais est surtout célèbre pour son rôle d'Ogami Itto dans les films de chanbara de la saga Baby Cart. Souffrant d'une insuffisance cardiaque, il meurt en 1992.

## Filmographie partielle
- 1957 : L'Empereur Meiji et la Guerre russo-japonaise (明治天皇と日露大戦争, Meiji tennō to nichiro daisensō?) de Kunio Watanabe : Tachibana Shūta
- 1961 : Le Spectre de Dame Iwa (怪談お岩の亡霊, Kaidan Oiwa no bōrei?) de Tai Katō : Tamiya Iemon
- 1962 : La Légende de Zatoïchi : Le Secret (続・座頭市物語, Zoku Zatōichi monogatari?) de Kazuo Mori : Nagisa no Yoshiro
- 1962 : Le Secret du ninja (忍びの者, Shinobi no mono?) de Satsuo Yamamoto : Nobunaga Oda
- 1963 : Nemuri Kyōshirō sappōjō (眠狂四郎殺法帖?) de Tokuzō Tanaka
- 1964 : Kojiki taishō (乞食大将?) de Tokuzō Tanaka : Utsunomiya Shigefusa
- 1964 : Zatōichi une tête de mille ryo (座頭市千両首, Zatōichi senryō-kubi?) de Kazuo Ikehiro
- 1964 : La Ballade de Kyōshirō Nemuri (眠狂四郎女妖剣, Nemuri Kyōshirō joyōken?) de Kazuo Ikehiro
- 1968 : Lady Yakuza : La Pivoine rouge (緋牡丹博徒, Hibotan bakuto?) de Kōsaku Yamashita : Torakichi Kumasaka
- 1968 : Le Jeu présidentiel (博奕打ち 総長賭博, Bakuchi uchi: Sōchō tobaku?) de Kōsaku Yamashita : Tetsuo Matsuda
- 1968 : Le Moine sacrilège (極悪坊主, Gokuaku bōzu?) de Kiyoshi Saeki : Mikuni Shinkai
- 1968 : Yōen dokufuden: Hannya no ohyaku (妖艶毒婦伝 般若のお百?) de Yoshihiro Ishikawa : Boss Minokichi
- 1968 : Lady Yakuza : La Règle du jeu (緋牡丹博徒 一宿一飯, Hibotan bakuto: isshuku ippan?) de Norifumi Suzuki : Torakichi Kumasaka
- 1969 : Le Caïd de Yokohama (日本暴力団 組長, Nihon bōryoku-dan: Kumichō?) de Kinji Fukasaku : Miyahara
- 1969 : Lady Yakuza : Le Jeu des fleurs (緋牡丹博徒 花札勝負, Hibotan bakuto: hanafuda shōbu?) de Tai Katō : Torakichi Kumasaka
- 1969 : Lady Yakuza : Chronique des joueurs (緋牡丹博徒 鉄火場列伝, Hibotan bakuto: Tekkaba retsuden?) de Kōsaku Yamashita : Torakichi Kumasaka
- 1971 : Guerre des gangs à Okinawa (博徒外人部隊, Bakuto gaijin butai?) de Kinji Fukasaku : Yonabaru
- 1971 : Lady Yakuza : Prépare-toi à mourir ! (緋牡丹博徒 お命戴きます, Hibotan bakuto: Oinochi itadaki masu?) de Tai Katō : Torakichi Kumasaka
- 1972 : Lady Yakuza : Le Code yakuza (緋牡丹博徒 仁義通します, Hibotan bakuto: Jingi tōshi masu?) de Buichi Saitō : Torakichi Kumasaka
- 1972 : Baby Cart : Le Sabre de la vengeance (子連れ狼 子を貸し腕貸しつかまつる, Kozure Ōkami: Kowokashi udekashi tsukamatsuru?) de Kenji Misumi : Ogami Itto
- 1972 : Baby Cart : L'Enfant massacre (子連れ狼 三途の川の乳母車, Kozure Ōkami: Sanzu no kawa no ubaguruma?) de Kenji Misumi : Ogami Itto
- 1972 : Baby Cart : Dans la terre de l'ombre (子連れ狼 死に風に向う乳母車, Kozure Ōkami: Shinikazeni mukau ubaguruma?) de Kenji Misumi : Ogami Itto
- 1972 : Baby Cart : L'Âme d'un père, le cœur d'un fils (子連れ狼 親の心子の心, Kozure Ōkami: Oya no kokoro ko no kokoro?) de Buichi Saitō : Ogami Itto
- 1973 : Baby Cart : Le Territoire des démons (子連れ狼 冥府魔道, Kozure Ōkami: Meifumadō?) de Kenji Misumi : Ogami Itto
- 1974 : Baby Cart : Le Paradis blanc de l'enfer (子連れ狼 地獄へ行くぞ!大五郎, Kozure Ōkami: Jigoku e ikuzo! Daigorō?) de Yoshiyuki Kuroda (ja) : Ogami Itto
- 1977 : La Ballade du diable (悪魔の手毬唄, Akuma no temari-uta?) de Kon Ichikawa : Inspecteur Isokawa
- 1977 : Edogawa Ranpo no injū (江戸川乱歩の陰獣?) de Tai Katō
- 1977 : Sugata Sanshiro (姿三四郎?) de Kihachi Okamoto : Murai
- 1978 : The Bad News Bears Go to Japan de John Berry : Coach Shimizu
- 1978 : Le Phénix (火の鳥, Hi no tori?) de Kon Ichikawa : Sarutahaiko
- 1979 : Shōdō satsujin: Musuko yo (衝動殺人 息子よ?) de Keisuke Kinoshita : Shuzo Kawase
- 1980 : Chichi yo haha yo! (父よ母よ！?) de Keisuke Kinoshita
- 1980 : Shogun Assassin de Robert Houston : Ogami Itto
- 1981 : Samurai Reincarnation (魔界転生, Makai tenshō?) de Kinji Fukasaku : Yagyu Munenori
- 1982 : La Femme tatouée (雪華葬刺し, Sekka tomurai zashi?) de Yōichi Takabayashi : Kyogoro
- 1986 : Promesse (人間の約束, Ningen no yakusoku?) de Yoshishige Yoshida : l'inspecteur Tagami
- 1987 : Shinran ou la voix immaculée (親鸞 白い道, Shinran: Shiroi michi?) de Rentarō Mikuni : Homen
- 1989 : Black Rain de Ridley Scott : Kunio Sugai
- 1989 : Shasō (社葬?) de Toshio Masuda

## Distinctions
Sauf indication contraire, les informations mentionnées dans cette section peuvent être confirmées par la base de données cinématographiques IMDb,  présente dans la section « Liens externes ».

### Récompenses
- 1978 : Blue Ribbon Award du meilleur acteur dans un second rôle pour Sugata Sanshiro et La Ballade du diable[3]
- 1980 : prix du meilleur acteur pour Shōdō satsujin: Musuko yo aux Japan Academy Prize[4]
- 1980 : prix Kinema Junpō du meilleur acteur pour Shōdō satsujin: Musuko yo[5]
- 1980 : prix Mainichi du meilleur acteur pour Shōdō satsujin: Musuko yo[6]
- 1980 : Blue Ribbon Award du meilleur acteur pour Shōdō satsujin: Musuko yo[7]
- 1993 : prix spécial pour l'ensemble de sa carrière aux Japan Academy Prize[8]

### Nominations
- 1978 : prix du meilleur acteur dans un second rôle pour La Ballade du diable, Edogawa Ranpo no injū et Sugata Sanshiro aux Japan Academy Prize[9]
- 1981 : prix du meilleur acteur dans un second rôle pour Chichi yo haha yo! aux Japan Academy Prize[10]